# Jonas Jeberg
Jonas Jeberg (nacido en 1975 en Rønne, Bornholm), es un compositor y productor musical danés que reside en Los Ángeles. Ha escrito y producido canciones de éxito incluyendo "High Hopes" de Panic! at the Disco, "Fetish" de Selena Gomez con Gucci Mane, "Sledgehammer" de Fifth Harmony, "The Boys" de Nicki Minaj, "Remember My Name" de Chris Brown, "Made in the USA" de Demi Lovato, "Marry Me" de Jason Derulo, "I Hate This Part" de The Pussycat Dolls y "One Step at a Time" de Jordin Sparks.

## Producción de discografía
| Año  | Artista                          | Canción                                             | Álbum                                   |
| ---- | -------------------------------- | --------------------------------------------------- | --------------------------------------- |
| 2006 | Double                           | "Emotions"                                          |                                         |
| 2006 | Vanessa Hudgens                  | "Let's Dance"                                       | V                                       |
| 2007 | BoA                              | "Lose Your Mind"                                    |                                         |
| 2007 | Corbin Bleu                      | "Marchin'"                                          | Another Side                            |
| 2007 | Corbin Bleu                      | "Deal With It"                                      | Another Side                            |
| 2007 | Corbin Bleu                      | "Roll With You"                                     | Another Side                            |
| 2007 | Kylie Minogue                    | "All I See"                                         | X                                       |
| 2007 | Kylie Minogue                    | "Like a Drug"                                       | X                                       |
| 2007 | Kylie Minogue                    | "Rippin' Up The Disco"                              | X                                       |
| 2007 | Lexington Bridge                 | "Real Man" (feat. Snoop Dogg)                       | The Vibe                                |
| 2007 | Monrose                          | "Even Heaven Cries"                                 | Temptation                              |
| 2007 | Nina Sky                         | "Get Your Clothes Off"                              |                                         |
| 2007 | Shayne Ward                      | "Stand by Your Side"                                | Breathless                              |
| 2008 | Amy Pearson                      | "Love Is Out of Reach"                              | Who I Am                                |
| 2008 | An-Ya feat. David Banner         | "Nightlife"                                         |                                         |
| 2008 | Jessica Mauboy                   | "Burn"                                              | Been Waiting                            |
| 2008 | Jordin Sparks                    | "One Step at a Time"                                | Jordin Sparks                           |
| 2008 | Pussycat Dolls                   | "I Hate This Part"                                  | Doll Domination                         |
| 2009 | Amerie                           | "Dangerous"                                         | In Love & War                           |
| 2009 | Basim                            | "Jeg Vil Være Din"                                  | Befri dig selv                          |
| 2009 | JLS                              | "Heal This Heartbreak"                              | JLS                                     |
| 2009 | Linda Andrews                    | "What If the Heart Is Wrong"                        | Into the Light                          |
| 2009 | Pixie Lott                       | "Gravity"                                           | Turn It Up                              |
| 2009 | Pixie Lott                       | "Turn It Up"                                        | Turn It Up                              |
| 2009 | Pixie Lott                       | "My Love"                                           | Turn It Up                              |
| 2009 | Stan Walker                      | "Black Box"                                         | Introducing... Stan Walker              |
| 2010 | Chris Willis                     | "Louder (Put Your Hands Up)"                        |                                         |
| 2010 | School Gyrls                     | "I'm Not Just a Girl"                               | School Gyrls                            |
| 2010 | Sarah Connor                     | "Leave with a Song"                                 | Real Love                               |
| 2010 | Selena Gomez & the Scene         | "Ghost of You"                                      | A Year Without Rain                     |
| 2010 | Shontelle                        | "Impossible" (Remix)                                | No Gravity                              |
| 2010 | The Wanted                       | "Heart Vacancy"                                     | The Wanted                              |
| 2010 | The Wanted                       | "A Good Day for Love to Die"                        | The Wanted                              |
| 2010 | Sugababes                        | "Crash & Burn"                                      | Sweet 7                                 |
| 2010 | The Overtones                    | "Good Ol Fashioned Love"                            | Good Ol' Fashioned Love                 |
| 2011 | Anjulie                          | "Stand Behind the Music"                            |                                         |
| 2011 | Kelly Rowland                    | "Forever and a Day"                                 | Here I Am                               |
| 2011 | Pixie Lott                       | "What You Do"                                       | Young Foolish Happy                     |
| 2011 | September                        | "Resuscitate Me"                                    | Love CPR                                |
| 2012 | Anjulie                          | "Headphones"                                        |                                         |
| 2012 | Chris Brown                      | "Remember My Name"                                  | Fortune                                 |
| 2012 | Kreayshawn                       | "Breakfast (Syrup)" feat. 2 Chainz                  | Somethin' 'Bout Kreay                   |
| 2012 | Kreayshawn                       | "Blasé Blasé"                                       | Somethin' 'Bout Kreay                   |
| 2012 | Kreayshawn                       | "Ch00k Ch00k Tare" (featuring Chippy Nonstop)       | Somethin' 'Bout Kreay                   |
| 2012 | Kreayshawn                       | "Like It or Love It" (featuring Kid Cudi)           | Somethin' 'Bout Kreay                   |
| 2012 | Kreayshawn                       | "K234ys0nixz"                                       | Somethin' 'Bout Kreay                   |
| 2012 | Kreayshawn                       | "Bff (Bestfriend)"                                  | Somethin' 'Bout Kreay                   |
| 2012 | Kreayshawn                       | "Twerkin!!!" (featuring Diplo & Sissy Nobby)        | Somethin' 'Bout Kreay                   |
| 2012 | Kreayshawn                       | "Go Hard (La.La.La)"                                | Somethin' 'Bout Kreay                   |
| 2012 | Kreayshawn                       | "The Ruler"                                         | Somethin' 'Bout Kreay                   |
| 2012 | Kreayshawn                       | "Love Haus"                                         | Somethin' 'Bout Kreay                   |
| 2012 | Nicki Minaj y Cassie             | "The Boys"                                          | Pink Friday: Roman Reloaded – The Re-Up |
| 2013 | Demi Lovato                      | "Made in the USA"                                   | Demi                                    |
| 2013 | Dizzee Rascal                    | "Something Really Bad"                              | The Fifth                               |
| 2013 | Jason Derulo                     | "Marry Me"                                          | Tattoos                                 |
| 2013 | Zendaya                          | "Putcha Body Down"                                  | Zendaya                                 |
| 2014 | Girls' Generation-TTS            | "Adrenaline"                                        | Holler                                  |
| 2014 | Jessie J                         | "Said Too Much"                                     | Sweet Talker                            |
| 2014 | Kalin and Myles                  | "Trampoline"                                        | Dedication                              |
| 2014 | Kalin and Myles                  | "I Don't Really Care"                               | Dedication                              |
| 2015 | Allie X                          | "Sanctuary"                                         | CollXtion I                             |
| 2015 | Jordin Sparks                    | "Double Tap" feat. 2 Chainz                         | Right Here Right Now                    |
| 2015 | Fifth Harmony                    | "Sledgehammer"                                      | Reflection                              |
| 2015 | R5                               | "Wild Hearts"                                       | Sometime Last Night                     |
| 2016 | Daya                             | "Words"                                             | Sit Still, Look Pretty                  |
| 2016 | Daya                             | "In Case You Missed It"                             | Sit Still, Look Pretty                  |
| 2016 | Daya                             | "We Are"                                            | Sit Still, Look Pretty                  |
| 2016 | Daya                             | "Dare"                                              | Sit Still, Look Pretty                  |
| 2016 | Dirty Heads                      | "The Truth"                                         | Dirty Heads                             |
| 2016 | Dirty Heads                      | "Red Lights"                                        | Dirty Heads                             |
| 2016 | Keke Palmer                      | "Enemiez" feat. Jeremih                             |                                         |
| 2017 | Bebe Rexha                       | "The Way I Are (Dance with Somebody)" ft. Lil Wayne | All Your Fault: Pt. 2                   |
| 2017 | Demi Lovato                      | "You Don't Do It For Me Anymore"                    | Tell Me You Love Me                     |
| 2017 | Demi Lovato                      | "Daddy Issues"                                      | Tell Me You Love Me                     |
| 2017 | Sabrina Carpenter                | "Why"                                               |                                         |
| 2017 | Selena Gomez                     | "Fetish" ft. Gucci Mane                             |                                         |
| 2017 | Shawn Hook feat. Vanessa Hudgens | "Reminding Me"                                      | My Side of Your Story                   |
| 2018 | Felix Jaehn                      | "Cool" ft. Marc E. Bassy & Gucci Mane               | I                                       |
| 2018 | Hayley Kiyoko                    | "Wanna Be Missed"                                   | Expectations                            |
| 2018 | Kodaline                         | "Shed a Tear"                                       | Politics of Living                      |
| 2018 | Panic! at the Disco              | "High Hopes"                                        | Pray for the Wicked                     |